# Transferts de populations germano-soviétiques

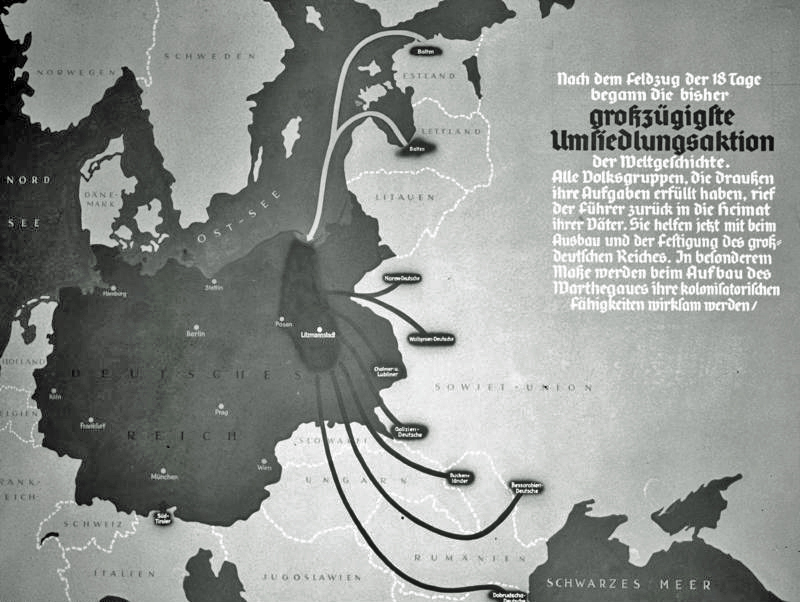
Carte allemande illustrant le « rapatriement » des Volksdeutsche vers le Reich.

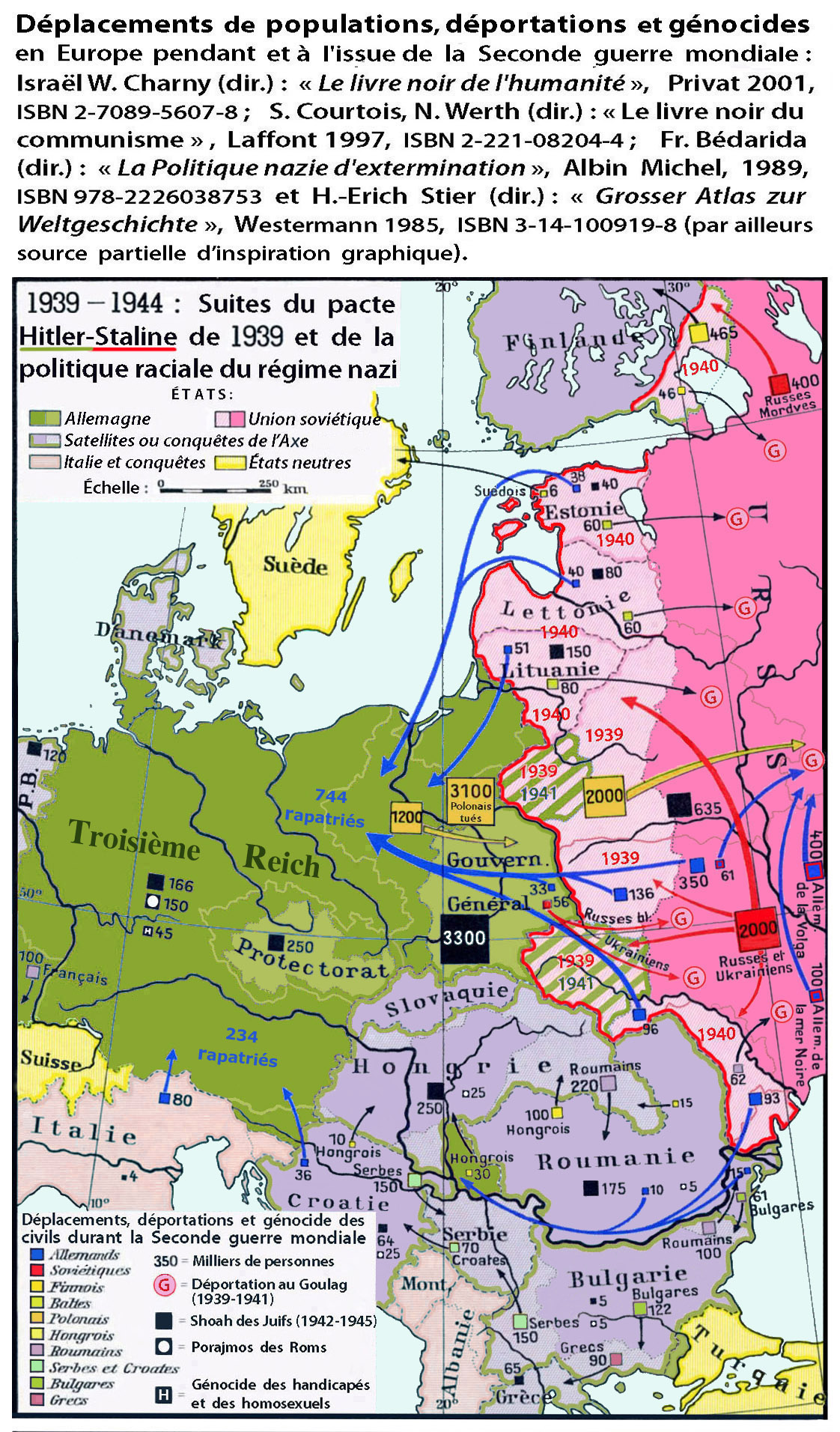
Transferts de populations consécutifs aux protocoles secrets du pacte germano-soviétique.

Les transferts de populations germano-soviétiques étaient une série de transferts de populations entre 1939 et 1941 d'Allemands ethniques vivant en URSS et de Russes ethniques vivant en Allemagne dans le cadre d'un accord du traité d'amitié de coopération et de démarcation signé entre les deux pays. Au total, 1 880 000 Allemands furent transférés de l'URSS vers le Troisième Reich. D'autres transferts et déportations sont effectués soit par le Troisième Reich, soit par l'URSS, soit par leurs alliés, en application ou en conséquence des protocoles secrets du pacte germano-soviétique.

## Les transferts de population
Côté allemand, cette politique fut initiée par Adolf Hitler et concernait principalement les Allemands ethniques vivant hors du Reich, à regrouper dans le Lebensraum (espace vital) conquis à l'Est sur la Pologne, en « purifiant le Reich » simultanément des « éléments allogènes et inutiles » (handicapés, homosexuels, juifs, tziganes…). Les populations germanophones habitant les territoires occupés par l'Union soviétique en 1939-1940 à la suite du Pacte germano-soviétique comme la Bessarabie ou les Pays baltes furent transférées en Allemagne et en Pologne occupée, d'où les Polonais ont été expulsés. La majorité des Germano-Baltes fut transférée avant l'occupation soviétique des États baltes. Ces Volksdeutsche furent réinstallés dans la partie de la Pologne sous domination allemande (« Gouvernement général », Wartheland).
Côté soviétique, cette politique fut initiée par Joseph Staline et s'inscrit dans la continuité de la déportation des peuples en URSS qui visait d'une part à mélanger les groupes ethniques d'Union soviétique selon le principe du « rapprochement-fusion » (сближение – слияние, sblijenie-sliyanie) pour aboutir à l'émergence d'un « peuple soviétique » (советский народ), et d'autre part à assigner à résidence en Sibérie et Asie centrale, régions faiblement peuplées de l'Union, les « déviationnistes, parasites et indésirables à rééduquer par le travail » de Russie européenne et des territoires pris à ses voisins occidentaux en 1939-1940. Parmi ceux-ci le NKVD sut « dépister » les « laquais des états impérialistes anti-soviétiques » (fonctionnaires civils et enseignants des États baltes, polonais, roumain…), les « exploiteurs, koulaks, agents de la superstition » (propriétaires, marchands, paysans prospères, membres des clergés…) et les « réactionnaires ennemis du peuple » (membres de partis politiques autres que le parti communiste, de l'appareil judiciaire, des forces de l'ordre, militaires). 
Le pacte permit aussi l'échange de réfugiés politiques allemands d'URSS (en général issus des rangs du Parti communiste d'Allemagne ou anciens des Brigades internationales, mais jugés « indignes de confiance » par le NKVD) contre des russes blancs ou des nationalistes ukrainiens d'Allemagne.

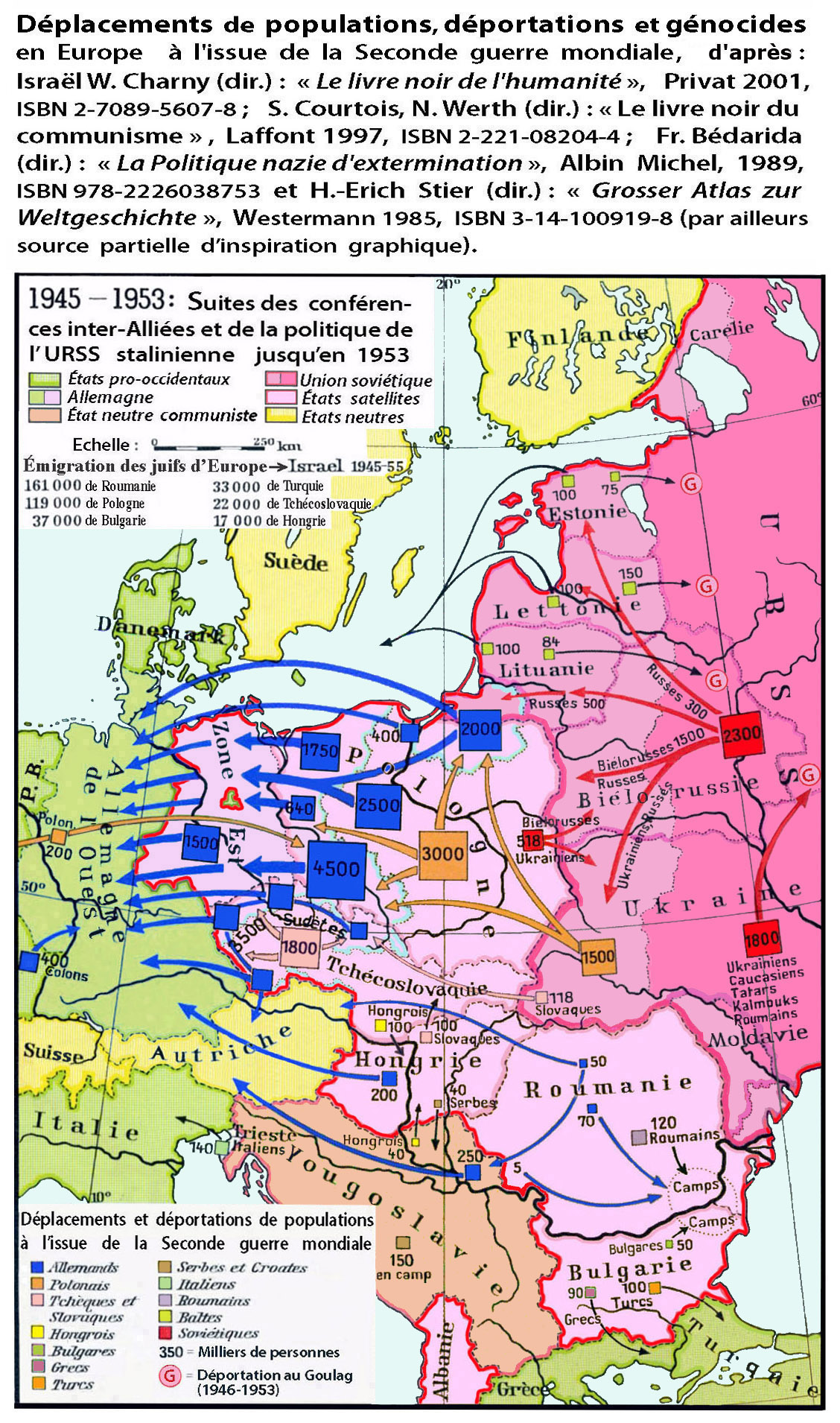
Transferts de populations consécutifs aux conférences inter-alliées de Moscou (1944), Yalta et Potsdam (1945).

## Second «transfert» en 1945
Les transferts de populations germano-soviétiques prennent fin avec le pacte Ribbentrop-Molotov en 1941 lors de l'opération Barbarossa (invasion allemande de l'URSS) mais d'autres « transferts » (terme recouvrant aussi des déportations) ont lieu à la fin de la Seconde Guerre mondiale en conséquence des conférences interalliées de Moscou en 1944, de Yalta et de Potsdam en 1945 : les principales concernent l'expulsion des Allemands d'Europe de l'Est et celles des Polonais  des territoires polonais devenus soviétiques vers les territoires allemands devenus polonais.

## Sources
1. ↑  Christian Baechler, Guerre et extermination à l'Est : Hitler et la conquête de l'espace vital, 1933-1945, Tallandier 2012
2. ↑  Sergueï Sigatchev, Le Système des camps de redressement par le travail en URSS, Centre d’information scientifique et de vulgarisation Memorial, Moscou 1998.
3. ↑  Nikolaï Feodorovitch Bougaï, (ru) K voprosu o deportatsii narodov SSSR v 30-40ch godakh (« Sur la déportation des peuples d'URSS dans les années 1930-1940 »), Istorija SSSR n° 6, Moscou 1989.
4. ↑  Margarete Buber-Neumann, Déportée en Sibérie, Seuil, Paris 1949.